# Idialcis mexicuba
Idialcis mexicuba là một loài bướm đêm trong họ Geometridae.